# Yankuba Gassama
Yankuba Gassama, auch in der Schreibweise Yankuba Kassama (* 25. April 1958), war Minister für Gesundheit und Soziales (Secretary of State for Health and Social Welfare) des westafrikanischen Staates Gambia.

## Leben
Der am 25. April 1958 geborene Yankuba Gassama ging ab 1965 im Distrikt Upper Baddibu (North Bank Region) in die Grundschule (Sinchu Njabo Primary School). Nach weiteren Stationen in seiner Schulbildung besuchte er ab 1979 bis 1985 die Alfatah-Universität in Tripolis/Libyen. Anschließend bis 1986 praktizierte er im Teaching University Hospital in Tripolis.
Von 1989 war auf dem Royal College of Surgeons and Physicians in Glasgow und in weiteren verschiedenen Häusern in Vereinigtem Königreich bis 1996 tätig. 1996 besuchte er das Royal College of Surgeons in Ireland. Neben seinen Aufenthalten im Ausland praktizierte Gassama auch im Royal Victoria Hospital in Banjul.
Im April 2001 wurde Gassama von Präsident Jammeh im Kabinett berufen und löste Isatou Njie Saidy in diesem Ministerium ab. Am 4. März 2005 löste Tamsir Mbowe als Nachfolger von Gassama als Minister für Gesundheit und Soziales ab.
Gassama ist verheiratet und hat zwei Kinder.